# Orazio Roberto Pucci
Orazio Roberto Pucci, I marchese di Barsento (Firenze, 14 ottobre 1625 – 15 gennaio 1698), è stato un nobile italiano.

Stemma Pucci

Figlio del senatore Giulio, fu il primo membro della famiglia Pucci ad ottenere un titolo nobiliare.

## Biografia
Acquistò nel 1662 il feudo di Barsento in Terra di Bari da Don Gerolamo Acquaviva d'Aragona, Duca di Nardò, per 4.000 scudi. La Deputazione sopra la Nobiltà nel 1752 individuò in lui il capostipite del “primo ramo” discendente da Saracino di Antonio Pucci cui spettava apporre la Corona Marchionale allo stemma.
Nel 1640 fu inviato in una missione diplomatica in Inghilterra in qualità di ambasciatore straordinario per comunicare alla corte inglese la morte del granduca Ferdinando II. Nel 1664 ottenne da Filippo IV il diploma di marchese di Barsento, in provincia di Bari. Nel 1668 commissionò all'architetto Paolo Falconieri la riunione in un solo isolato delle diverse costruzioni che ora compongono Palazzo Pucci a Firenze.

## Discendenza
Si sposò due volte. La prima volta ne 1668 con Margherita del Monte, nobile, dalla quale ebbe 8 figli:
- Maria Maddalena (1669-1707), che si sposò con Antonio Mosti Estense, conte di Meldola e Rancidoro;
- Orazio Giulio (1671-1732), 2º Marchese di Barsento, che si sposò con Judith-Henriette de la Motte d'Aulnoy, terza figlia di Marie-Catherine Le Jumel de Barneville, baronnessa di Aulnoy;
- Giovanna Agata Rosa (1672-1745), che si sposò con Tommaso Gherardi;
- Orazio Cerbone (1673-1732), 3º Marchese di Barsento, che si sposò con Marsilia Gioia, figlia di Antonio Gioia e vedova di Antonio Geri Della Rena;
- Carlo Roberto (1674-1674);
- Orazio Emilio (1674-1745), 4º Marchese di Barsento, che si sposò con Laura Bartolini Salimbeni;
- Orazio Ugolino (1676-1695), abate;
- Orazio Francesco (1678-1740), che si sposò con Maria Cristina di Valvasone.

La seconda volta con Caterina Canigiani, dalla quale ebbe 3 figli:
- Maria Virginia (1680-1766), che si sposò con Vincenzo Ferdinando Ranuzzi Cospi.
- Orazio Cosimo (1681-1707), abate;
- Orazio Andrea (1684-1709), abate;